# Liste der Kulturgüter in Schattenhalb
Die Liste der Kulturgüter in Schattenhalb enthält alle Objekte in der Gemeinde Schattenhalb im Kanton Bern, die gemäss der Haager Konvention zum Schutz von Kulturgut bei bewaffneten Konflikten, dem Bundesgesetz vom 20. Juni 2014 über den Schutz der Kulturgüter bei bewaffneten Konflikten sowie der Verordnung vom 29. Oktober 2014 über den Schutz der Kulturgüter bei bewaffneten Konflikten unter Schutz stehen.
Objekte der Kategorie A sind auf Gemeindegebiet keine ausgewiesen, Objekte der Kategorie B sind vollständig in der Liste enthalten, Objekte der Kategorie C fehlen zurzeit (Stand: 10. April 2024). Unter übrige Baudenkmäler sind geschützte Objekte zu finden, die im Bauinventar des Kantons Bern als «schützenswert» verzeichnet sind.

## Kulturgüter
| Foto |                                                                                                | Objekt                                                                | Kat. | Typ | Standort                                                            | Beschreibung |
| ---- | ---------------------------------------------------------------------------------------------- | --------------------------------------------------------------------- | ---- | --- | ------------------------------------------------------------------- | --- |
| ja   | Datei hochladen · Wikidata zu Reichenbachfallbahn mit Wasserkraftwerk Schattenhalb 2 (Q686856) | Reichenbachfallbahn mit Wasserkraftwerk Schattenhalb 2 KGS-Nr.: 09921 | A    | G   | Reichenbach 9c / Reichenbachfall 254 / Leimerli 255 657267 / 174525 | In den Jahren 1896 bis 1899 erbaute meterspurige Standseilbahn zum Reichenbachfall, die auf 744 m Länge einen Höhenunterschied von 244 m überwindet. Die Talstation ist ein Ständerbau unter schwach geneigtem Walmdach mit profilierten Pfosten und Arkadenbögen. Das Bahntrassee führt über eine Fachwerk-Bogenbrücke. Die Bergstation enthält die Antriebsanlage, die 1930/31 vollständig erneuert und 1957/58 automatisiert wurde. Etwas unterhalb der Bergstation befindet sich das Kraftwerk Schattenhalb 2. |
| ja   | Datei hochladen · Wikidata zu Hotel Rosenlaui (Q110796819)                                     | Hotel Rosenlaui KGS-Nr.: 16796                                        | B    | G   | Rosenlaui, Rosenlaui 387, 387a 654684 / 170125                      | Imposantes, vierstöckiges Hotelgebäude von 1863–65 mit Anbau von 1904. |

## Übrige Baudenkmäler
Hinweis: Anstelle der KGS-Nummer wird als Objekt-Identifikator (ID) die Grundstücksnummer verwendet.
| ID       | Foto |                                                            | Objekt                          | Typ | Standort                                       | Beschreibung                                                           |
| -------- | ---- | ---------------------------------------------------------- | ------------------------------- | --- | ---------------------------------------------- | ---------------------------------------------------------------------- |
| 63       | ja   | Datei hochladen                                            | Käsespeicher (1799)             | G   | Gschwantenmad 365 655167 / 171102              | Käsespeicher Gschwantenmad 365 ist im Bild links                       |
| 63       | ja   | Datei hochladen · Wikidata zu Käsespeicher (Q113130966)    | Käsespeicher (1717)             | G   | Gschwantenmad 377 655234 / 171033              |                                                                        |
| 114      | BW   | Datei hochladen                                            | Wohnhaus (1845)                 | G   | Geissholz 183 658717 / 173683                  |                                                                        |
| 160      | BW   | Datei hochladen                                            | Bauernhaus (1773)               | G   | Hofstatt 79 657433 / 174401                    |                                                                        |
| 172      | BW   | Datei hochladen                                            | Wohnhaus (1605)                 | G   | Gässli 37 657609 / 174381                      |                                                                        |
| 180 ff.  | BW   | Datei hochladen                                            | Doppelwohnhaus (frühes 19. Jh.) | G   | Hostetweg 32, 33 657589 / 174441               |                                                                        |
| 321      | BW   | Datei hochladen                                            | Bauernhaus (1606)               | G   | Lugen 245, 245a 656504 / 174066                |                                                                        |
| 392 ff.  | BW   | Datei hochladen                                            | Strahlerhaus (um 1810)          | G   | Geissholz 192, 193 658621 / 173591             |                                                                        |
| 426      | BW   | Datei hochladen                                            | Wohnhaus (1912)                 | G   | Seewli 431 655858 / 171901                     |                                                                        |
| 559      | BW   | Datei hochladen                                            | Wohnhaus (2. Hälfte 18. Jh.)    | G   | Gengli 64 657510 / 174321                      |                                                                        |
| 570      | BW   | Datei hochladen                                            | Wohnhaus (1728–1730)            | G   | Gengli 65 657514 / 174325                      |                                                                        |
| 573; 979 | BW   | Datei hochladen                                            | Doppelwohnhaus (1603)           | G   | Stickliweg 57, 58 657578 / 174238              |                                                                        |
| 596      | ja   | Datei hochladen · Wikidata zu Hotel Rosenlaui (Q110796819) | Hotel Rosenlaui (1863–1865)     | G   | Rosenlaui, Rosenlaui 387, 387a 654684 / 170125 | Imposantes, vierstöckiges Hotelgebäude von 1863–65 mit Anbau von 1904. |
| 607      | BW   | Datei hochladen                                            | Wohnhaus (1977)                 | G   | Helsenbärg 10d 657350 / 174415                 |                                                                        |
| 738      | ja   | Datei hochladen                                            | Wohnhaus (1593)                 | G   | Schwendi 222 657215 / 173888                   | Wohnhaus ist rechts neben Hotel Schwendi in der linken Bildseite       |